# Sisyra dalii
Sisyra dalii là một loài côn trùng trong họ Sisyridae thuộc bộ Neuroptera. Loài này được McLachlan miêu tả năm 1866.